# IC 2728
IC 2728 је појединачна звијезда у сазвјежђу Лав која се налази на листи објеката дубоког неба у Индекс каталогу.
Деклинација објекта је + 13° 25' 38" а ректасцензија 11h 20m 5,0s.